# Geertje Kuijntjes
Geertje Kuijntjes (Gorinchem, 19 juli 1905 – aldaar, 24 december 2019) was sinds het overlijden van Nelly de Vries-Lammerts, op 27 augustus 2015, de oudste ingezetene van Nederland. Beiden waren toen 110 jaar oud. Kuijntjes was tevens de laatst levende Nederlander die geboren werd in 1905.

## Levensloop
Geertje Kuijntjes kwam uit een gezin van zes kinderen, van wie er maar twee de volwassenheid haalden: twee van hen stierven na ongeveer drie maanden, de andere twee werden dood geboren. Haar jongere broer, Arie, stierf op 66-jarige leeftijd eind 1976.
Kuijntjes heeft haar hele leven in Gorinchem gewoond en is nooit getrouwd. Van beroep was ze naaister, wat ze tot haar pensioen heeft gedaan. Kuijntjes bleef tot op hoge leeftijd zeer gezond; met 100 jaar ging ze nog in haar eentje op vakantie naar het buitenland (voor het laatst toen ze 102 jaar was) en tot haar 105e jaar woonde ze nog zelfstandig (in appartementencomplex 'De Lindenborg' in de Gorcumse binnenstad). Verder nam Kuijntjes 40 keer deel aan de Nijmeegse Vierdaagse (ze liep deze voor het laatst op 88-jarige leeftijd) en aan wandelevenementen in het buitenland. Tot een paar maanden voor haar 112e verjaardag was ze nog in staat om te breien.
Op 19 juli 2017 vierde Kuijntjes haar 112e verjaardag. Sinds het overlijden van de toen eveneens 112-jarige Grietje Jansen-Anker in 2009 was de oudste ingezetene van Nederland niet meer zo oud geworden. Op 20 augustus van datzelfde jaar overtrof ze de leeftijd bij overlijden van voornoemde Jansen-Anker van 112 jaar en 31 dagen en werd hierdoor de op twee na oudste Nederlander aller tijden.
Op 19 juli 2018 vierde Kuijntjes haar 113e verjaardag en werd hiermee de eerste Nederlander in vijftien jaar die deze leeftijd bereikte. Catharina van Dam-Groeneveld was in 2000 de eerste (zij overleed bijna drie maanden later), Henny van Andel-Schipper in 2003 de tweede (zij deed er nog twee jaar bovenop). Op 16 oktober van dat jaar overtrof ze de leeftijd bij overlijden van voornoemde Van Dam-Groeneveld van 113 jaar en 88 dagen, brak hiermee haar 22 jaar oude record als oudste persoon uit de provincie Zuid-Holland ooit en werd tevens de op een na oudste Nederlander aller tijden, na Van Andel-Schipper. 
Op 19 juli 2019 vierde Kuijntjes haar 114e verjaardag en werd hiermee pas de tweede Nederlander ooit die deze leeftijd bereikte. Het was op dat moment vijftien jaar geleden (29 juni 2004) dat Van Andel-Schipper als eerste Nederlander ooit de kaap van 114 jaar bereikte. Op 24 december 2019 overleed Kuijntjes in verzorgingstehuis 'De Schutse' op 114-jarige leeftijd.
Op het moment van haar overlijden stond Kuijntjes op de 7e plaats op de lijst van oudste gevalideerde personen uit de gehele wereld van ten minste 112 jaar oud en was daarmee ook de op twee na oudste inwoner van Europa.

## Familie
Ook haar moeder, Jannigje Reijnen (1880-1976), en haar vader, Jan Johannes Kuijntjes (1873-1970), werden heel oud: zij bereikten beiden de leeftijd van 96 jaar.